# Eta Verlag
Der eta Verlag ist ein 2016 gegründeter Buchverlag für Literatur aus Südosteuropa in Berlin.

## Geschichte und Programm
Der Verlag wurde von Petya Lund gegründet, einer in Berlin lebenden Bulgarin. Schwerpunkt des Verlags war zunächst bulgarische Literatur in Übersetzung, kurz darauf kam Literatur aus dem ehemaligen Jugoslawien hinzu.
Bisher wurden unter anderem Übersetzungen der Werke von Georgi Gospodinov, Saša Ilić, Angel Igov, Tanja Stupar Trifunović, Lejla Kalamujić, Olja Knežević und Zdravka Evtimova publiziert.

## Auszeichnungen und Nominierungen
- 2020: Die Sanftmütigen von Angel Igov wurde mit einem Internationalen Literaturpreis – Haus der Kulturen der Welt ausgezeichnet und war für den Übersetzerpreis der Leipziger Buchmesse nominiert.
- 2021: Deutscher Verlagspreis[1]
- 2022: Nominiert für den Berliner Verlagspreis
- 2023: Nominiert für den Berliner Verlagspreis
- 2024: Deutscher Verlagspreis[2]